# 野口コイン
野口コイン株式会社（のぐちコイン）は、2011年（平成23年）に創業した日本の企業。
福岡市を拠点に海外製貴金属製品の輸入販売などをおこなっている。

## 概要
オンラインストアにおける貴金属製品販売が主力事業であり、福岡市天神店では実店舗での販売もおこなっている。
取り扱い商品は海外メーカー製の地金型金貨、収集型金貨や銀貨を中心とした貴金属地金製品、貴金属製記念コインが中心となっている。

## 事業所
- 本社
福岡県福岡市天神二丁目7番9号
天神27ビル1階

## 沿革
- 2011年福岡市で創業
- 2015年 PCGS.NGCと正規販売店契約締結[2]
- 2016年3月 福岡ビル1階に初代天神店をオープン
- 2017年5月 王立オーストラリア造幣局と正規販売店契約締結[3]
- 2020年6月 イギリス王立造幣局（貴金属地金部門）と正規販売店契約締結[4]
- 2023年5月 福岡市中央区天神二丁目7番9号 天神27ビル1階 西通りに新店舗開設
- 2023年11月 イギリス王立造幣局（コレクターコイン部門）と正規販売店契約締結[5]
- 2024年4月 中国金幣集団有限公司と正規販売店契約締結